# Aeródromo Sierra Grande
El Aeródromo Sierra Grande (IATA: SGV - OACI: SAVS) es un aeropuerto argentino que da servicio a la ciudad de Sierra Grande, Río Negro, Argentina.